# Manley Laurence Power
Pour les articles homonymes, voir Power.
Manley Laurence Power (10 janvier 1904 – 17 mai 1981), est un officier de marine britannique. Il s’illustre dans plusieurs opérations et batailles de la Seconde Guerre mondiale et notamment lors de la bataille du détroit de Malacca